# Аристовка (Винницкая область)
Аристовка (укр. Аристівка) — село на Украине, находится в Шаргородском районе Винницкой области.
Код КОАТУУ — 0525381202. Население по переписи 2001 года составляет 190 человек. Почтовый индекс — 23532. Телефонный код — 4344.
Занимает площадь 5,2 км².

## Адрес местного совета
23532, Винницкая область, Шаргородский р-н, с. Деребчин, ул. Ленина, 93